# 第三次台湾海峡危機
第三次台湾海峡危機は、1995年7月21日から1996年3月23日まで台湾海峡を含む中華民国(台湾)周辺海域で中華人民共和国(中国)が行った一連のミサイル実験により発生した軍事的危機。1950-60年代の危機と区別して「台湾海峡ミサイル危機」とも言う。1995年-1996年台湾海峡危機又は1996年台湾危機とも呼ばれる。
1995年半ばから後半にかけて発射された最初のミサイルは、中国の外交政策と対決すると予測されていた李登輝政権下の台湾政府に強力なシグナルを送ろうとしたものと見られた。第2波のミサイルは1996年初めに発射され、1996年中華民国総統選挙への準備段階にあった台湾に対する脅迫の意図があると見られた（ただし非公式の事前通告があったことが後に判明している）。

## 李登輝のコーネル大学訪問
この危機は1995年に台湾の李登輝総統が母校のコーネル大学から「台湾の民主化経験」に関する演説を行なう招待を受けたことにより始まった。台湾を外交上孤立させようとしている中国はこの種の台湾要人のアメリカ訪問に反対した。中国は、李登輝は台湾独立運動の考えを持っているので地域の安定への脅威であると主張した。
その前年の1994年に李登輝の南アメリカ訪問の帰途、乗機がホノルルにテクニカルランディングで立ち寄った際に、クリントン政権の連邦政府は入国ビザ（査証）を求める李登輝の要請を拒否していた。李登輝はヒッカム空軍基地に足止めされ、機内に一晩中留まることを余儀無くされた。国務省当局者はこれを「厄介な状況」とし、李登輝は2流指導者の扱いを受けたと抗議した。
李登輝がコーネル大学訪問を決めると、アメリカのウォーレン・クリストファー国務長官は中国の銭其琛外交部長に、李登輝に対するビザ発給は（アメリカと台湾の）非公式な関係と矛盾することになると確約した。しかし1994年の訪問において李登輝が受けた恥辱が多くの台湾支持者の注目を集めていたため、アメリカ議会は李登輝の為に動いた。1995年5月に李登輝がアメリカを訪問出来るよう国務省に求める同一内容の決議が下院では396票対0票（棄権38）で、上院では97票対1票（棄権2）で可決された。1995年5月22日に国務省は態度を軟化させ、中国はこの動きは米中関係を損なうとアメリカを非難した。
李登輝は1995年6月9日から10日にコーネル大学同窓会に参加し、これに中国の国営報道機関は「中国を分断する」企図を持つ「反逆者」と烙印を押した。

## 中国の軍事的反応
中国政府はアメリカの政策転換に激怒した。1995年、中国人民解放軍副総参謀長の熊光楷中将は、「もしアメリカが台湾に介入したら、中国は核ミサイルでロサンゼルスを破壊する。アメリカは台北よりロサンゼルスを心配した方がよい」と、台湾海峡での武力紛争にアメリカが介入した場合、中国はロサンゼルスに対して核攻撃をおこなう可能性があると表明した。1995年7月7日に新華社は中国人民解放軍が行う弾道ミサイル試験を報じ、この地域の平和と安全を危険に晒すことになろうと指摘した。中国は台湾領内彭佳嶼の北60キロメートルに限った地域で7月21日から26日にかけて試験を行い、同時に福建省内の部隊を動員した。7月下旬から8月上旬にかけて李登輝と李の台湾海峡を巡る政策を非難する多くの論評が新華社と人民日報から発表された。1995年8月15日から25日にかけて再び実弾を伴うミサイル発射が行われた。8月の海軍演習に続いて、11月には広範囲の陸海演習が行われた。

## アメリカの軍事的反応
これに対してアメリカはベトナム戦争以来最大級の軍事力を動員して反応した。1996年3月にクリントン大統領はこの地域に向けて艦艇の増強を命じた。当時この地域には、空母ニミッツとインディペンデンス（「独立」の意味。）を中心とした2つの空母戦闘群がおり、ニミッツ空母戦闘群は台湾海峡を通過した。この危機に対して、1996年に中国の首脳部はアメリカ軍が台湾の援助に来航することを阻止できないと認めざるを得なかった。

## 1996年の選挙の前哨戦
| Keelung 赤い4つの点で囲まれた区域が（23°13′N 122°20′E, 25°13′N 122°40′E, 24°57′N 122°40′E, 24°57′N 122°20′E）、1996年3月8日から3月15日まで基隆（オレンジ色）沖の軍事演習に指定された。 |  | Kaohsiung 赤い4つの点で囲まれた区域が（22°38′N 119°25′E, 22°38′N 119°45′E, 22°22′N 119°45′E, 22°22′N 119°25′E）、1996年3月8日から3月15日まで高雄（オレンジ）沖の軍事演習に指定された。 |  | 赤い4つの点で囲まれた区域が（23°57′N 118°06′E, 23°25′N 118°50′E, 22°30′N 117°30′E, 23°01′N 116°46′E）、1996年3月12日から3月20日にかけての軍事演習に指定された。 |  | 赤い4つの点で囲まれた区域が（25°50′N 119°50′E, 25°32′N 120°24′E, 24°54′N 119°56′E, 25°12′N 119°26′E）、1996年3月18日から3月25日までの軍事演習に指定された 。 |

中国政府は台湾の総統選挙に関し、李登輝に投票することは戦争を意味するというメッセージを送ろうとした。3月23日の選挙の直前である3月8日から3月15日にかけての第3波の発射実験では、基隆市と高雄市の港から25マイルから35マイルの地点（台湾の領海にわずかに入った位置）に向けてミサイルを発射した。この海域の船舶輸送は7割以上がこの2つの港の間を通り、発射実験区域が近かったため混乱に陥った。日本への航空便と太平洋を横断する航空便は迂回が必要となって10分遅れ、高雄市と香港を航行する船に至っては2時間分の迂回をしなければならなかった。
1996年3月8日にアメリカは既に西太平洋に駐留していたインディペンデンス空母戦闘群を台湾近くの国際海域に展開すると発表した。翌日に中国は3月12日から20日にかけて澎湖県近郊で実弾演習を行うと発表した。3月11日にアメリカはさらにニミッツを中心とした空母戦闘群をペルシャ湾から急行させた。3月15日には中国政府が3月18日から25日まで模擬上陸戦闘を行う計画を発表し、緊張はさらに高まった。
2個の空母戦闘群を派遣したことは、台湾に向けた象徴的な行動となっただけで無く、アメリカ側が戦闘への即応性を整えていることを示すものであった。台湾政府と野党の民進党はアメリカの支援を歓迎したが、頑強な統一派総統候補林洋港と中国はこれを「外国の介入」と非難した。

## 影響
これらの軍事的な実験及び演習の結果としてアメリカによる台湾への武器販売についての支持は強固なものとなり、日本とアメリカの軍事協力が強まって、台湾防衛に果たす日本の役割が高まることとなった。
他方で中国はアメリカ海軍戦闘群が中国人民解放軍海軍に確実に脅威を与えていることに気付くと、軍備増強を加速した。中国はそれから間も無くソヴレメンヌイ級駆逐艦をロシアに注文した。これは冷戦時代にアメリカ海軍の空母戦闘群に対抗するために設計されたもので、時期は李鵬国務院総理がモスクワを訪問した1996年12月半ばと言われる。その後中国は更にアメリカの空母戦闘群に対抗する目的で、近代的な攻撃型潜水艦（キロ級）と戦闘機を（Su-30MKKを76機、24 Su-30MK2を24機）注文した。さらに1998年には未完成のまま建造が中断されていたアドミラル・クズネツォフ級航空母艦「ヴァリャーグ」をウクライナから取得し、これを001型航空母艦「遼寧」として完成・就役させた。

## 台湾側への事前通告
2019年4月1日の産経新聞一面に掲載された連載記事『李登輝秘録』によれば、1995年7月初めに前もって中国側から李登輝の国策顧問で台北在住の曽永賢に「2、3週間後、弾道ミサイルを台湾に向け発射するが、慌てなくていい」と連絡があり、それを李登輝に伝えたと証言している。曽永賢は1992年には李登輝の使者として北京で中国の楊尚昆国家主席と面会し、軍総政治部連絡部長の葉選寧と極秘ルートを持つ立場だった。